# Claude Robin (football, 1960)
Pour les articles homonymes, voir Robin et Claude Robin.
Claude Robin est un footballeur français reconverti entraîneur, né le 10 décembre 1960 à Saint-Julien-en-Genevois en Haute-Savoie. Il a commencé sa carrière de jeune footballeur à Ferney-Voltaire dans le Pays de Gex.

## Biographie

### Carrière de joueur
Originaire de Haute-Savoie, son histoire avec le football commence à Ferney-Voltaire (Rhône-Alpes) mais sa carrière débute réellement au Servette FC où il ne reste qu’une saison, en 1977-78.
C'est en France que sa carrière prend forme. À Besançon, au Racing Club Franc-Comtois, où il arrive alors que le RCFC vient de manquer ses barrages d’accession à la Division 1. En 1983, il part pour le Nord et la Division 1, à Lille. Avec le Lille Olympique Sporting Club, il se hisse en 1983 et en 1986 en demi-finales de Coupe de France. Saison au terme de laquelle, il redescend plus au sud en ralliant Lyon, alors en D2. Il y voit notamment les débuts de dirigeant de Jean-Michel Aulas. Après une saison chez les Gones, sa carrière continue à un peu plus de 100 kilomètres de là, à Grenoble, fraichement promu en D2. Défenseur d’expérience, il accompagne l’éclosion de deux futurs champions : Youri Djorkaeff et Gustavo Poyet.
En 1990, sa dernière aventure professionnelle prend place, durant 3 saisons, à Gueugnon, solide club de Division 2 et demi-finaliste de la Coupe de France en 1992. En 13 saisons de professionnalisme, il totalise 264 matchs de D2 et 101 de D1.

### Carrière d'entraîneur

#### Les débuts à Vesoul
À 33 ans, il rejoint Vesoul comme entraîneur-joueur jusqu’à ses 37 ans. Désirant trouver un poste à plein temps dans un club, Vesoul réalise son souhait où on lui permet d'uniquement se consacrer au métier d’entraîneur. Il participe alors à la montée du club de la DH à la CFA, en 2001. En février 2002, après deux semaines de stage au CTNFS de Clairefontaine, il est diplômé du brevet d'État d'éducateur sportif 2e degré (BEES 2).
Après 12 ans passés au club, Luc Brader, directeur du centre de formation de l’ASSE, le place à la tête de l’équipe réserve stéphanoise, une opportunité intéressante pour lui de se confronter à un nouveau challenge et franchir un palier. Ayant fait le tour de la question à Vesoul, il trouve dans le Forez un environnement de travail plus confortable après avoir occupé les fonctions de médecin, kiné, entraîneur ou d’intendant en Franche-Comté. Son objectif y est de former les joueurs à devenir professionnels, tout en prônant un jeu tourné vers l’offensive.
Dans la génération qu’il prend en main, on retrouve Yohan Benalouane, Julien Cétout, Eric Bauthéac et Nabil El Zhar avec qui il termine quatrième de CFA. La saison suivante, avec le nouveau venu Siaka Tiéné, est plus difficile, la réserve évitant la descente au gré d’une meilleure différence de buts.

#### Arrivée à l'ESTAC
Juillet 2007, il devient directeur du centre de formation de l’ESTAC, dirigeant également les 18 ans du club. En Ligue 2, le 24 avril 2009, Troyes s’incline 2-1 face à Montpellier : Ludovic Batelli est alors remercié après une série de onze matchs sans victoire. L'ESTAC est dix-huitième et il reste 5 journées à Claude Robin pour sauver le club de la relégation. Avec une victoire, deux nuls et deux défaites, le pari sera perdu. Une équipe qui comptait dans ses rangs Claudio Beauvue, Cyrille Merville, Eric Marester, Julien Faussurier, Benoit Lesoimier, Diallo Guidileye, Mounir Obbadi ou encore Fabrice Fiorèse. À l'intersaison, il est remplacé par Patrick Remy.
Retourné au centre de formation, il se voit confier l'équipe de CFA2 en 2011 avec un groupe issu des U19 finalistes de la Gambardella. Au dénouement de la saison 2013-14, la réserve est promue en CFA avec Paul Bernardoni dans les buts. Sous sa houlette, Fabrice Nsakala, Djibril Sidibé, Corentin Jean et Jimmy Cabot passent professionnels.
Titulaire du DEPF, il est une nouvelle fois nommé à la tête de l'équipe première le 8 décembre 2015 à la suite du départ de Jean-Marc Furlan. Le club est alors dernier du championnat, sans victoire et à 13 points du premier non-relégable. Il est accompagné dans ses fonctions par Michel Padovani, Mohamed Bradja et Olivier Tingry. C'est ce trio qui lui succédera un peu moins de deux mois après sa nomination lorsqu'il est limogé le 4 février 2016 au lendemain d'une défaite 4 à 0 à Guingamp. Malgré une première victoire en championnat sous sa direction et une qualification en huitièmes de finale de la Coupe de France, il quitte le club en février 2016.

#### Red Star FC
Le 10 janvier 2017, il rejoint le Red Star FC pour épauler Manuel Pires, ce dernier n'ayant pas les diplômes nécessaires pour endosser le rôle d'entraîneur principal. Le duo ne parvient pas à maintenir le Red Star en Ligue 2.

#### USL Dunkerque
Le 24 septembre 2018, il est nommé entraîneur de l'USL Dunkerque. Le 13 mai 2020, L'USLD annonce la non-prolongation du contrat de son entraîneur malgré la montée du club en Ligue 2.

#### US Orléans
Le 3 juin 2020, seulement trois semaines après sa non-prolongation avec l'USL Dunkerque, il s'engage pour une durée de deux ans en faveur de l'US Orléans, qui vient d'être reléguée en National 1. Échouant à faire remonter le club en Ligue 2, l'équipe terminant 6e, le club annonce qu'ils se séparent d'un commun accord le 12 mai 2021.

#### Retour à l'ESTAC
Le 25 janvier 2022, il fait son grand retour à l'ESTAC pour renforcer le staff technique et devenir l'adjoint de Bruno Irles. Il a signé pour un an et demi, soit jusqu'au 30 juin 2023.
Il est nommé entraîneur en novembre 2022.

## Palmarès entraîneur
- Vice-Champion de France de National 1 en 2020 avec l'USL Dunkerque.